# Пак Чонмин
Пак Чонмин (кор. 박정민, 朴政玟; род. 24 марта 1987, Чхунджу, Чхунчхон-Пукто) — южнокорейский актёр, сценарист, писатель и издатель книг. Известен как один из самых продуктивных актёров района Чхунмуро. Наиболее известные фильмы с его участием: «Холодная ночь» (2011), «Донджу: Портрет поэта» (2016), «Повезло с братом» (2018), «Избави нас от лукавого» (2020), «Решение уйти» (2022), «Контрабандистки» (2023) и «Война и восстание» (2024). Также является автором бестселлера «Полезный человек».
Двукратный лауреат престижных премии «Пэксан» и кинопремии «Голубой дракон», а также номинант Азиатской кинопремии и двукратный номинант кинопремии «Большой колокол».

## Ранняя жизнь и образование
В 2005 году Пак поступил на факультет гуманитарных наук в престижный Университет Корё, но вскоре бросил учёбу, решив стать режиссёром. Затем он поступил на факультет киноискусства в Корейском национальном университете искусств, но после окончания военной службы сменил специализацию на актёрское мастерство.

## Карьера

### 2011—2016: Начало карьеры и прорыв
В 2011 году Пак дебютировал в кино, сыграв в независимом фильме «Холодная ночь», который получил признание критиков. За эту роль он был номинирован на премию «Лучший новый актёр» на 20-й церемонии вручения наград Buil Film Awards.
В 2013 году он исполнил роль молодого персонажа, сыгранного Хван Джонмином, в боевике «Кулак легенды». Позже в том же году он снялся в другом дипломном проекте Корейской академии киноискусств и независимом фильме «Поломанное сердце», который был показан на 26-м Токийском международном кинофестивале.
Пак сделал свой прорыв и стал известным в 2016 году благодаря роли Сон Монгю в фильме «Донджу: Портрет поэта». Его персонаж — двоюродный брат поэта Юн Донджу, известного своими антиколониальными произведениями во время японской оккупации Кореи. Эта роль принесла Паку награды за лучшую новую мужскую роль на 52-й церемонии вручения премии «Пэксан», 37-й церемонии вручения кинопремии «Голубой дракон», 36-м Золотом кинофестивале, Премии Корейской ассоциации киноактёров, 16-й церемонии вручения награды Director’s Cut Awards, а также награду за лучшую мужскую роль второго плана на 22-й церемонии Film Art Awards.

### 2017-наст. время: Рост популярности и признание критиков
В 2017 году Пак вернулся в театр, сыграв Ромео в корейской адаптации пьесы Уильяма Шекспира «Ромео и Джульетта», где роль Джульетты исполнила Мун Гынён.
В 2018 году он снялся в комедийно-драматическом фильме «Повезло с братом» в роли одарённого пианиста с аутизмом и синдромом саванта. Для этой роли Пак занимался игрой на фортепиано по шесть часов в день в течение шести месяцев и исполнил все сцены, связанные с игрой на фортепиано, без дублёра. В том же году он появился в супергеройском фильме «Телекинез» и исполнил главную роль в драме Ли Чжун Ика «Закат в моём родном городе», где сыграл рэпера. С помощью профессиональных рэперов Пак занимался рэпом в течение года и написал тексты песен, которые прозвучали в фильме.

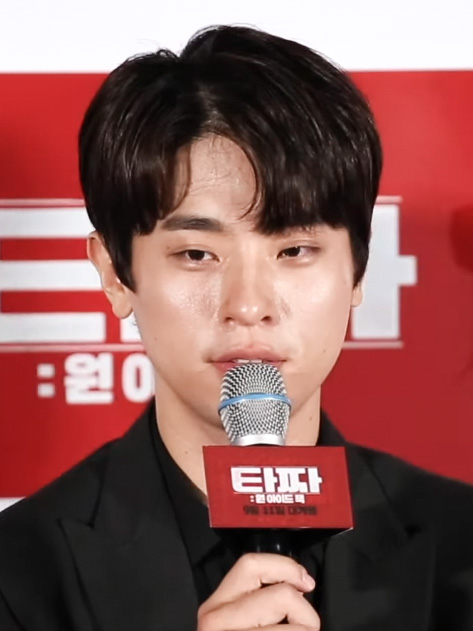
Пак Чонмин, 2019 год

В 2019 году Пак снялся в оккультном хоррор-фильме «Сваха» и исполнил главные роли в криминальной драме «Война цветов: Одноглазый валет», а также в комедийном фильме, основанном на вебтуне, «Старт».
В 2020 году Пак получил роль в оригинальном фильме Netflix «Время охоты», премьера которого состоялась на 70-м Берлинском международном кинофестивале. Позже в том же году он снялся в боевике «Избави нас от лукавого», где получил широкое признание критиков за исполнение роли Юи, трансгендерной женщины, которая хочет сделать операцию по смене пола, но не может себе этого позволить. Фильм стал вторым по кассовым сборам южнокорейским фильмом 2020 года. Эта роль принесла Паку множество наград, в том числе за лучшую мужскую роль второго плана на 41-й кинопремии «Голубой дракон», 57-й премии «Пэксан», 40-й премии Корейской ассоциации кинокритиков и 26-й премии Chunsa Film Art Awards. Он также написал сценарий и срежиссировал музыкальное видео для «Reconnect» в рамках специального проекта в честь 28-летия Elle Korea.
В 2021 году Пак снялся в драме «Чудо» и дебютировал как режиссёр с короткометражным фильмом «Без рамок — Выборы представителя класса», который был представлен на 26-м Международном кинофестивале в Пусане вместе с оригинальным сериалом Netflix «Зов ада», где Пак вернулся на малые экраны.
В 2023 году он снялся в криминальном боевике «Контрабандистки», за что был номинирован на премию «Лучший актёр второго плана» на 60-й церемонии вручения наград «Пэксан», 44-й церемонии вручения наград кинопремии «Голубой дракон», 59-й церемонии вручения наград «Большой колокол» и 32-й церемонии вручения наград Buil Film Awards.
В 2024 году Пак получил роль в новом оригинальном сериале Netflix «Игра на деньги», основанном на веб-комиксах Пэ Джинсу «Игра на деньги» и «Игра в пирог». Позднее в том же году он снялся в оригинальном фильме Netflix «Война и восстание», а также в спортивной драме «Первая победа» и биографическом историческом фильме «Харбин», где исполнил роль южнокорейского борца за независимость У Доксуна. Премьера фильма «Харбин» состоялась на Международном кинофестивале в Торонто в 2024 году, а после выхода он возглавлял прокат в Южной Корее на протяжении четырёх недель.
В 2025 году он снялся в комедийном сериале о зомби «Ньютопия», что стало его третьим проектом с режиссёром Юн Сонхёном. После завершения съёмок в шпионском боевике «Гуминт», где он исполнил роль северокорейского агента, Пак фактически взял творческий перерыв и сосредоточился на своей карьере писателя.

## Другая деятельность

### Писательство
В 2014 году Пак стал автором ежемесячной колонки в журнале Topclass, завоевав преданную аудиторию читателей. Его колонка называется «Eonhee», что означает «делать других счастливыми через слова».
Известен своим юмористическим и самоироничным стилем письма, в 2016 году Пак опубликовал свою первую книгу-эссе под названием «Полезный человек». Книга стала бестселлером и к 2019 году выдержала 12 переизданий.
В 2019 году Пак открыл книжный магазин «Книга, ночь, день» в районе Хапчжон-дон, Сеул.
В 2022 году он присоединился к информационному бюллетеню Baedal Minjok «Вкус жизни в наши дни» в качестве колумниста. В 2024 году его приняли в качестве автора в информационный бюллетень «Мы любим поэзию», где были опубликованы его собственные стихотворения.

### Книгоиздательство
В конце 2020 года Пак основал собственное издательство «Muze». Его первой книгой, вышедшей под эгидой компании, стала «Спасение труда» журналистки Ким Соён, посвященная правам животных. Пак заявил, что намерен публиковать книги о маргинализированных группах и темах, игнорируемых обществом.
В 2025 году Пак запустил проект «Слушающий роман», выпустив аудиоверсию нового полнометражного романа писательницы Ким Кымхи «Первое лето, Ванджу». Целью проекта было сделать литературу более доступной для людей с нарушениями зрения. Идея пришла к Паку после того, как его отец потерял зрение и не мог наслаждаться книгами, написанными сыном.
Пак выступил исполнительным продюсером аудиокниги с участием Ко Минси, Ём Джона, Ким Дохуна, Чхве Янрак, Ким Исун и других актёров. Отказавшись от традиционной практики, при которой сначала выпускаются печатные издания, аудиокнига была завершена и распространена до выхода печатного варианта. Копии аудиокниги были переданы в Национальную библиотеку для инвалидов и другие учреждения, обслуживающие людей с нарушениями зрения.

## Фильмография

### Кино
| Год  | Название                                     | Роль                 | Примечания                  | Ист.   |
| ---- | -------------------------------------------- | -------------------- | --------------------------- | ------ |
| 2011 | Холодная ночь                                | Пэк Хичжун           |                             |        |
| 2011 | Short! Short! Short! 2010: Fantastic Theater | Имэ                  | Фрагмент: «Изголодавшиеся»  |        |
| 2012 | Королева танца                               | Рамён в упаковке     |                             |        |
| 2013 | Кулак легенды                                | молодой Им Доккю     |                             |        |
| 2013 | Вирус                                        | Чхольгё              |                             |        |
| 2014 | Горячая кровь юности                         | Хванкю               |                             |        |
| 2014 | Поломанное сердце                            | Ли Хёмин             |                             |        |
| 2014 | Безумный Печальный Плохой                    | Бизен/Бохён          | Фрагмент: «Призрак»         | [ 27 ] |
| 2014 | Салон «Момо»                                 | Чангюн               |                             |        |
| 2015 | Отель, где разбиваются сердца                | Чхен                 |                             | [ 28 ] |
| 2015 | Офис                                         | Ли Вонсок            |                             |        |
| 2016 | Донджу: Портрет поэта                        | Сон Монгю            |                             |        |
| 2016 | Чистая любовь                                | Ёнсу                 |                             |        |
| 2016 | Страшные истории 3                           | Донгын               | Фрагмент: «Дорожная ярость» | [ 29 ] |
| 2017 | Король                                       | Хо Кихун             |                             |        |
| 2017 | Художница: Родиться второй раз               | Джэбом               |                             |        |
| 2017 | Королевская книга                            | Наследный принц Икён | Специальное появление       |        |
| 2018 | Повезло с братом                             | Джинтхэ              |                             | [ 6 ]  |
| 2018 | Телекинез                                    | Ким Джонхён          |                             | [ 8 ]  |
| 2018 | Закат в моём родном городе                   | Хаксу                |                             | [ 9 ]  |
| 2019 | Сваха                                        | Нахан                |                             | [ 11 ] |
| 2019 | Война цветов: Одноглазый валет               | До Ильчхоль          |                             | [ 12 ] |
| 2019 | Старт                                        | Ко Тэкиль            |                             | [ 13 ] |
| 2020 | Время охоты                                  | Сансу                |                             | [ 14 ] |
| 2020 | Избави нас от лукавого                       | Юй                   |                             | [ 15 ] |
| 2021 | Двигиемся дальше                             | Рассказчик           | Безбарьерная версия         | [ 30 ] |
| 2021 | Чудо                                         | Чон Джунгён          |                             | [ 31 ] |
| 2022 | Решение уйти                                 | Сано                 | Специальное появление       | [ 32 ] |
| 2022 | Еще одна запись: Ли Чжэ Хун                  | Он сам               | Документальный              | [ 33 ] |
| 2023 | Контрабандистки                              | Чан Дори             |                             | [ 34 ] |
| 2023 | Доктор Чхон и потерянный талисман            | Волшебный шаман      | Камео                       | [ 35 ] |
| 2024 | Война и восстание                            | Чонрё                |                             | [ 36 ] |
| 2024 | Первая победа                                | Кан Чонвон           |                             | [ 37 ] |
| 2024 | Харбин                                       | У Доксун             |                             | [ 38 ] |
| 2025 | Урод                                         | Им Ёнгю / Им Донхван |                             | [ 39 ] |
| 2025 | Гуминт                                       | Пак Гын              |                             | [ 40 ] |

#### Короткометражные фильмы
| Год  | Название                                | Актёрский состав                            | Примечания               | Ист.                 |
| ---- | --------------------------------------- | ------------------------------------------- | ------------------------ | -------------------- |
| 2007 | Конец света                             | Мальчик                                     |                          |                      |
| 2009 | Любовники                               | Хоён                                        |                          |                      |
| 2010 | Учебная группа                          | —                                           |                          |                      |
| 2011 | Шапка дураков                           | Пак Чонмин                                  |                          |                      |
| 2021 | Без рамок — Выборы представителя класса | Ким Дамхо, Кан Чисок, Пак Хёын, Пак Сонджун | Как режиссёр и сценарист | [ 41 ] [ 42 ] [ 43 ] |
| 2021 | Life Is But A Dream                     | Фехтовальщик                                |                          | [ 44 ]               |

### Телесериалы
| Год  | Название                               | Роль            | Примечания         | Ист.   |
| ---- | -------------------------------------- | --------------- | ------------------ | ------ |
| 2011 | KBS Drama Special: Человеческое казино | Чха Тхэо        | One-act drama      |        |
| 2012 | Пир богов                              | Чан Мисо        |                    |        |
| 2012 | Золотое время                          | Чан Ёну         |                    |        |
| 2013 | Переходной возраст                     | Син Ёнбок       |                    | [ 45 ] |
| 2014 | Вы окружены                            | Чи Гук          |                    |        |
| 2014 | Правильная любовь                      | Чан Китхэ       |                    |        |
| 2015 | Ответ в 1988                           | Парень Сон Бора | Камео (Эпизод 8-9) |        |
| 2016 | Антураж                                | Ли Ходжин       |                    | [ 46 ] |
| 2018 | Мистер Саншайн                         | Ан Чханхо       | Камео (Эпизод 22)  | [ 47 ] |
| 2021 | Зов ада                                | Пэ Ёнджэ        |                    | [ 48 ] |
| 2022 | Падающая звезда                        | Пак Джоын       | Камео (Эпизод 1)   | [ 49 ] |
| 2024 | Игра на деньги                         | Yoo Phillip     |                    | [ 50 ] |
| 2024 | Магазин светильников                   | Ким Ёнтак       | Камео (Эпизод 8)   | [ 51 ] |
| 2025 | Ньютопия                               | Ли Джэюн        |                    | [ 52 ] |

### Музыкальные видео
| Год  | Название                       | Артист(ы)                              | Ист.   |
| ---- | ------------------------------ | -------------------------------------- | ------ |
| 2012 | «Butterfly»                    | Sunjungsun                             | [ 53 ] |
| 2018 | «With the Heart to Forget You» | IU                                     | [ 54 ] |
| 2018 | «Byunsan Monologue»            | Пак Чонмин (Feat. Ким Гоын, Yankee)    | [ 55 ] |
| 2019 | «I’m Always You»               | Ли Сынхван                             | [ 56 ] |
| 2020 | «Reconnect for the Gon»        | Code Kunst, Simon Dominic, Чхве Чонхун | [ 57 ] |
| 2022 | «Because We Loved»             | Кан Минкён and Чхве Чонхун             | [ 58 ] |
| 2022 | «Jotto»                        | Bibi                                   | [ 59 ] |
| 2023 | «I Want That»                  | (G)I-dle                               | [ 60 ] |
| 2024 | «Beginning and End»            | Park Won                               | [ 61 ] |
| 2024 | «Sky, Hands, Balloons»         | Cloud koh                              | [ 62 ] |

## Театр
| Год       | Название             | Название        | Роль           | Театр                                                            | Дата                   | Ист.   |
| Год       | Русский              | Корейский       | Роль           | Театр                                                            | Дата                   | Ист.   |
| --------- | -------------------- | --------------- | -------------- | ---------------------------------------------------------------- | ---------------------- | ------ |
| 2011      | Кисараги Мики-тян    | 키사라기 미키짱 | Змея           | Culturespace N.U                                                 | 9 Июня — 7 августа     |        |
| 2011      | Кисараги Мики-тян    | 키사라기 미키짱 | Змея           | Ansan Culture and Arts Center Dalmaji Theater                    | 24-25 сентября         |        |
| 2012-2013 | Кисараги Мики-тян    | 키사라기 미키짱 | Змея           | Culturespace N.U                                                 | 29 ноября — 24 февраля |        |
| 2013      | Кисараги Мики-тян    | 키사라기 미키짱 | Змея           | Garden Five Art Hall                                             | 5-14 апреля            |        |
| 2014      | Экранирование G-кода | G코드의 탈출    | Мужчина        | Theater Lab Hyehwa-dong 1                                        | 18-23 февраля          |        |
| 2016-2017 | Ромео и Джульетта    | 로미오와 줄리엣 | Ромео Монтекки | National Theater Daloreum Theater                                | 9 декабря-13 января    | [ 63 ] |
| 2017      | Ромео и Джульетта    | 로미오와 줄리엣 | Ромео Монтекки | Gunpo Culture and Arts Center Suri Hall (Grand Performance Hall) | 21-22 января           |        |
| 2017      | Ромео и Джульетта    | 로미오와 줄리엣 | Ромео Монтекки | Woosong Arts Center Daejeon                                      | 4-5 февраля            |        |
| 2017      | Ромео и Джульетта    | 로미오와 줄리엣 | Ромео Монтекки | Suseong Artpia Paper Hall Daegu                                  | 23-24 февраля          |        |
| 2017      | Ромео и Джульетта    | 로미오와 줄리엣 | Ромео Монтекки | Andong Culture and Arts Center Woongbu Hall                      | 25-26 февраля          |        |

## Награды и номинации
| Награда                                   | Год  | Категория                                  | Работа / Номинант          | Результат | Ист.                        |
| ----------------------------------------- | ---- | ------------------------------------------ | -------------------------- | --------- | --------------------------- |
| APAN Star Awards                          | 2022 | Выдающиеся достижения, Актёр в сериале-ОТТ | Зов ада                    | Номинация | [ 64 ]                      |
| Asia Model Awards                         | 2018 | Популярная звезда                          | Пак Чонмин                 | Победа    | [ 65 ]                      |
| Азиатская кинопремия                      | 2021 | Лучшая мужская роль второго плана          | Избави нас от лукавого     | Номинация | [ 66 ]                      |
| Премия «Пэксан»                           | 2016 | Лучшая мужская дебютная роль               | Донджу: Портрет поэта      | Победа    | [ 67 ] [ 68 ]               |
| Премия «Пэксан»                           | 2021 | Лучшая мужская роль второго плана — кино   | Избави нас от лукавого     | Победа    | [ 69 ] [ 70 ]               |
| Премия «Пэксан»                           | 2024 | Лучшая мужская роль второго плана — кино   | Контрабандистки            | Номинация |                             |
| Премия «Пэксан»                           | 2025 | Лучшая мужская роль второго плана — кино   | Война и восстание          | Номинация | [ 71 ]                      |
| Кинопремия «Голубой дракон»               | 2016 | Лучшая мужская дебютная роль               | Донджу: Портрет поэта      | Победа    | [ 72 ]                      |
| Кинопремия «Голубой дракон»               | 2021 | Лучшая мужская роль второго плана          | Избави нас от лукавого     | Победа    | [ 73 ] [ 74 ] [ 75 ] [ 76 ] |
| Кинопремия «Голубой дракон»               | 2023 | Лучшая мужская роль второго плана          | Котрабандистки             | Номинация | [ 77 ]                      |
| Buil Film Awards                          | 2011 | Лучшая мужская дебютная роль               | Холодная ночь              | Номинация |                             |
| Buil Film Awards                          | 2016 | Лучшая мужская дебютная роль               | Донджу: Портрет поэта      | Номинация |                             |
| Buil Film Awards                          | 2016 | Лучшая мужская роль второго плана          | Донджу: Портрет поэта      | Номинация |                             |
| Buil Film Awards                          | 2020 | Лучшая мужская роль второго плана          | Избави нас от лукавого     | Номинация | [ 78 ]                      |
| Buil Film Awards                          | 2023 | Лучшая мужская роль второго плана          | Котрабандистки             | Номинация | [ 79 ]                      |
| Busan Film Critics Awards                 | 2018 | Лучшая мужская роль                        | Закат в моём родном городе | Победа    | [ 80 ]                      |
| Chunsa Film Art Awards                    | 2017 | Лучшая мужская роль второго плана          | Донджу: Портрет поэта      | Победа    | [ 81 ]                      |
| Chunsa Film Art Awards                    | 2021 | Лучшая мужская роль второго плана          | Избави нас от лукавого     | Победа    | [ 82 ] [ 83 ]               |
| Director’s Cut Awards                     | 2016 | Лучшая мужская дебютная роль               | Донджу: Портрет поэта      | Победа    | [ 84 ]                      |
| Director’s Cut Awards                     | 2022 | Лучшая мужская роль (телесериалы)          | Зов ада                    | Номинация | [ 85 ]                      |
| Golden Cinema Festival                    | 2016 | Лучшая мужская дебютная роль               | Донджу: Портрет поэта      | Победа    |                             |
| Кинопремия «Большой колокол»              | 2013 | Лучшая мужская дебютная роль               | Кулак легенды              | Номинация |                             |
| Кинопремия «Большой колокол»              | 2023 | Лучшая мужская роль второго плана          | Котрабандистки             | Номинация | [ 86 ]                      |
| Korea Film Actors Association Awards      | 2016 | Лучшая мужская дебютная роль               | Донджу: Портрет поэта      | Победа    | [ 87 ]                      |
| Korean Association of Film Critics Awards | 2020 | Лучшая мужская роль второго плана          | Избави нас от лукавого     | Победа    | [ 88 ]                      |
| Wildflower Film Awards                    | 2017 | Лучшая мужская роль                        | Донджу: Портрет поэта      | Номинация |                             |